# Plaridel
Plaridel – miasto na Filipinach w regionie Luzon Środkowy, na wyspie Luzon. W 2010 roku liczyło 101 441 mieszkańców.